# Constrição

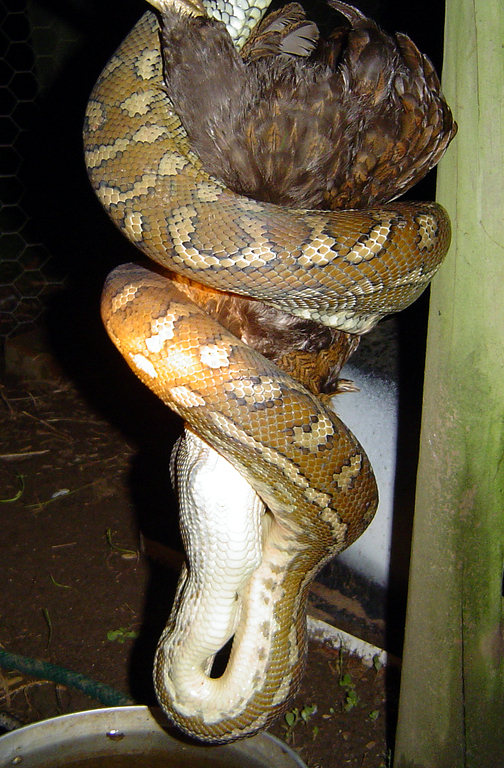
Uma píton-tapete comendo um frango.

Constrição é um método de abate de presas usado por vários espécies de serpentes. Apesar de também ser usado por algumas serpentes peçonhentas para imobilizar suas presas, a maioria das serpentes que constrigem não são peçonhentas.
Ao contrário do mito, as serpentes não sufocam a presa ou quebram seus ossos. Um estudo sobre a constrição em jiboias mostrou que a constrição interrompe o fluxo sanguíneo (e, consequentemente, o fluxo de oxigênio), necessário para órgãos vitais como o coração e o cérebro, levando à morte em pouco tempo.
Serpentes peçonhentas que utilizam a constrição para matar suas presas incluem a muçurana, algumas espécies do gênero Boiga, alguns elapídeos e colubrídeos australianos, entre outros.